# José Antônio Guerra
José Antônio Guerra (Portugal, ca. 1769 — São José, 2 de novembro de 1851) foi um militar e político luso-brasileiro.
Foi reformado como tenente-coronel em 26 de agosto de 1846.
Foi deputado à Assembleia Legislativa Provincial de Santa Catarina na 8ª legislatura (1850 — 1851), e na 9ª legislatura (1852 — 1853), não tomando posse por ter falecido.